# Christina Rost
Christina Rost (n. 14 august 1952, Chemnitz, Germania) este o handbalistă ce a reprezentat Germania, medaliată olimpică. A participat la 2 ediții ale Jocurilor Olimpice (1976, 1980) în care a câștigat o medalie de argint și o medalie de bronz.